# Золотий лелека 2007
Золотий лелека 2007 — І Всеукраїнський конкурс Золотий лелека на найкращі прозові твори для дітей молодшого, середнього та старшого шкільного віку. Організаторами виступили Перший національний телеканал, видавництво «Грані-Т» та Східно-Європейський банк. Упродовж 2007 року журі отримало на розгляд понад 1000 творів зі всіх куточків України. Воно визначило переможців у двох номінаціях: авторська казка та авторська повість. Нагородження відбулось 3 березня 2008 року у залі прийомів столичного готелю Radisson SAS.

## Переможці

### Номінація «авторська казка»
- Перша Премія — Симчич Надія Вікторівна за збірку казок «Казки про нечисту силу» (м. Київ).
- Друга Премія — Воскресенська Ніна Василівна за збірку казок «Руда ворона» (м. Київ).
- Друга Премія — Жмурикова Ніна Миколаївна за збірку казок «Чарівна сопілка» (м. Хмельницький).
- Третя Премія — Читай Володимир за збірку казок «Правдиві історії Чарівного лісу» (м. Львів).

### Номінація «авторська повість»
- Перша Премія — Павленко Марина Степанівна за повість «Миколчині історії» (Черкаська обл., м. Умань).
- Друга Премія — Дерманський Олександр Степанович за повість «Царство Яблукарство» (м. Київ).
- Третя Премія — Марчук Надія Олександрівна за повість «Пригоди Дзвінки та Данилка» (Чернігівська обл., смт Срібне).